# 하쓰야마촌
하쓰야마촌(初山村)은 나가사키현 이키군에 있던 촌이다. 

## 역사
- 1889년 4월 1일 - 정촌제 시행에 의해 이시다군 하쓰야마촌이 성립하였다.
- 1896년 4월 1일 - 군제 시행에 의해 이키군과 이시다군이 합병해 새로운 이키군이 성립하여, 이키군 하쓰야마촌이 되었다.
- 1955년 2월 11일 - 무쇼즈정, 시와라촌, 야나기다촌, 누마즈촌, 와타라촌과 합병해 고노우라정이 성립하여 하쓰야마촌은 소멸하였다.

## 참고문헌
- 角川日本地名大辞典 42 長崎県
- 長崎県壱岐石田郡村要覧「初山村」（1894年）国立国会図書館デジタルコレクション